# Ostrea denselamellosa
Ostrea denselamellosa is een tweekleppigensoort uit de familie van de Ostreidae. De wetenschappelijke naam van de soort is voor het eerst geldig gepubliceerd in 1869 door Lischke.